# アメリカ合衆国の首都の一覧

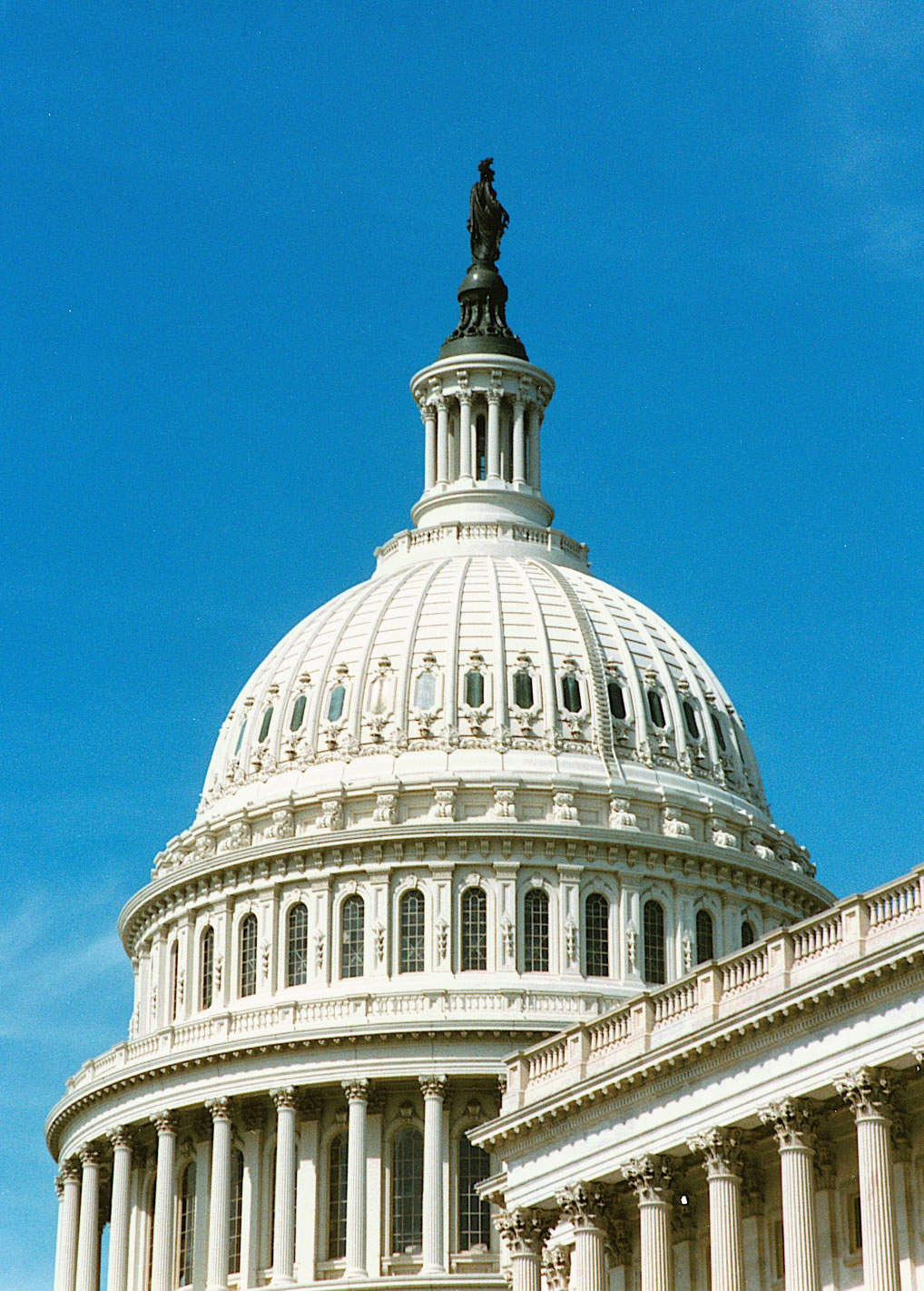
アメリカ合衆国議会議事堂のドーム

アメリカ合衆国の首都の一覧では、合衆国、各州および各海外領土の過去および現在の首都、州都を一覧で示す。
ワシントンD.C.は1800年以降アメリカ合衆国の首都となってきた。これ以外に議会の集会場所となり、それ故に首都と考えられた都市は8つある。さらに50州や幾つかの海外領土はそれぞれ首都を維持している。

## 現在の州都
アメリカ合衆国50州のうち33州は州内で最も人口の多い都市ではないところに州都を置いている。ニュージャージー州トレントンとネバダ州カーソンシティの2つだけは他の州と境を接しており、アラスカ州ジュノーはカナダのブリティッシュコロンビア州と境を接している[a]。下表に示す開始年はその都市が州の唯一の州都として継続的に機能し始めた年を示している。
| 州                   | 州 成立年 | 州都                 | 開始年 | 州最大都市         | 州都 人口 | 都市圏 人口 | 備考                                     |
| -------------------- | --------- | -------------------- | ------ | ------------------ | --------- | ----------- | ---------------------------------------- |
| アラバマ州           | 1819      | モンゴメリー         | 1846   | バーミングハム     | 200,127   | 469,268     |                                          |
| アラスカ州           | 1959      | ジュノー             | 1906   | アンカレッジ       | 30,987    |             | 他国と境を接する唯一の州都               |
| アリゾナ州           | 1912      | フェニックス         | 1889   | フェニックス       | 1,512,986 | 4,039,182   | 最大の州都                               |
| アーカンソー州       | 1836      | リトルロック         | 1821   | リトルロック       | 204,370   | 652,834     |                                          |
| カリフォルニア州     | 1850      | サクラメント         | 1854   | ロサンゼルス       | 467,343   | 2,136,604   | 州最高裁判所はサンフランシスコ           |
| コロラド州           | 1876      | デンバー             | 1867   | デンバー           | 566,974   | 2,408,750   |                                          |
| コネチカット州       | 1788      | ハートフォード       | 1875   | ブリッジポート     | 124,397   | 1,188,241   | 都市圏としては州最大                     |
| デラウェア州         | 1787      | ドーバー             | 1777   | ウィルミントン     | 32,135    |             |                                          |
| フロリダ州           | 1845      | タラハシー           | 1824   | ジャクソンビル     | 168,979   | 336,501     | 州最大都市圏はマイアミ                   |
| ジョージア州         | 1788      | アトランタ           | 1868   | アトランタ         | 486,411   | 5,138,223   | 州都を含む最大の都市圏を形成             |
| ハワイ州             | 1959      | ホノルル             | 1845   | ホノルル           | 377,357   | 909,863     |                                          |
| アイダホ州           | 1890      | ボイシ               | 1865   | ボイシ             | 201,287   | 635,450     |                                          |
| イリノイ州           | 1818      | スプリングフィールド | 1837   | シカゴ             | 116,482   | 188,951     |                                          |
| インディアナ州       | 1816      | インディアナポリス 1 | 1825   | インディアナポリス | 791,926   | 1,984,664   | ミシシッピ川より東では最大の州都 1       |
| アイオワ州           | 1846      | デモイン             | 1857   | デモイン           | 209,124   | 625,384     |                                          |
| カンザス州           | 1861      | トピカ               | 1856   | ウィチタ           | 122,327   | 228,894     |                                          |
| ケンタッキー州       | 1792      | フランクフォート     | 1792   | ルイビル           | 27,741    | 69,670      |                                          |
| ルイジアナ州         | 1812      | バトンルージュ       | 1880   | ニューオーリンズ   | 224,097   | 751,965     | 州最高裁判所もニューオーリンズ           |
| メイン州             | 1820      | オーガスタ           | 1827   | ポートランド       | 18,560    | 117,114     | 州議会ができたのは1832年                 |
| メリーランド州       | 1788      | アナポリス           | 1694   | ボルティモア       | 36,217    |             | 3番目に古い州都                          |
| マサチューセッツ州   | 1788      | ボストン 2           | 1630   | ボストン           | 590,763   | 4,455,217   | 最古の継続した州都 2                     |
| ミシガン州           | 1837      | ランシング           | 1847   | デトロイト         | 119,128   | 454,044     | 唯一郡庁所在地でない州都                 |
| ミネソタ州           | 1858      | セントポール         | 1849   | ミネアポリス       | 287,151   | 3,502,891   | ミネアポリス・セントポール大都市圏を形成 |
| ミシシッピ州         | 1817      | ジャクソン           | 1821   | ジャクソン         | 184,256   | 529,456     |                                          |
| ミズーリ州           | 1821      | ジェファーソンシティ | 1826   | カンザスシティ     | 39,636    | 146,363     | 州内都市圏最大はセントルイス都市圏       |
| モンタナ州           | 1889      | ヘレナ               | 1875   | ビリングス         | 25,780    | 67,636      |                                          |
| ネブラスカ州         | 1867      | リンカーン           | 1867   | オマハ             | 225,581   | 283,970     |                                          |
| ネバダ州             | 1864      | カーソンシティ       | 1861   | ラスベガス         | 57,701    |             |                                          |
| ニューハンプシャー州 | 1788      | コンコード           | 1808   | マンチェスター     | 42,221    |             |                                          |
| ニュージャージー州   | 1787      | トレントン           | 1784   | ニューアーク       | 84,639    | 367,605     |                                          |
| ニューメキシコ州     | 1912      | サンタフェ 3         | 1610   | アルバカーキ       | 70,631    | 142,407     | 最古の州都 3                             |
| ニューヨーク州       | 1788      | オールバニ           | 1797   | ニューヨーク       | 95,993    | 1,147,850   |                                          |
| ノースカロライナ州   | 1789      | ローリー             | 1794   | シャーロット       | 380,173   | 1,635,974   |                                          |
| ノースダコタ州       | 1889      | ビスマーク           | 1883   | ファーゴ           | 55,533    | 101,138     |                                          |
| オハイオ州           | 1803      | コロンバス 4         | 1816   | コロンバス         | 733,203   | 1,725,570   | 4                                        |
| オクラホマ州         | 1907      | オクラホマシティ     | 1910   | オクラホマシティ   | 541,500   | 1,266,445   | 最新の州都                               |
| オレゴン州           | 1859      | セイラム             | 1855   | ポートランド       | 149,305   | 539,203     |                                          |
| ペンシルベニア州     | 1786      | ハリスバーグ         | 1812   | フィラデルフィア   | 48,950    | 384,600     |                                          |
| ロードアイランド州   | 1790      | プロビデンス 5       | 1900   | プロビデンス       | 176,862   | 1,612,989   | 5                                        |
| サウスカロライナ州   | 1788      | コロンビア           | 1786   | コロンビア         | 122,819   | 703,771     |                                          |
| サウスダコタ州       | 1889      | ピア                 | 1889   | スーフォールズ     | 13,876    |             |                                          |
| テネシー州           | 1796      | ナッシュビル         | 1826   | メンフィス         | 607,413   | 1,455,097   | 都市圏としては州最大                     |
| テキサス州           | 1845      | オースティン 6       | 1839   | ヒューストン       | 709,893   | 1,513,565   | 6                                        |
| ユタ州               | 1896      | ソルトレイクシティ   | 1858   | ソルトレイクシティ | 181,743   | 1,115,692   |                                          |
| バーモント州         | 1791      | モントピリア         | 1805   | バーリントン       | 8,035     |             | 人口最小の州都                           |
| バージニア州         | 1788      | リッチモンド         | 1780   | バージニアビーチ   | 195,251   | 1,194,008   | 都市圏はノーザン・バージニアが州内最大   |
| ワシントン州         | 1889      | オリンピア           | 1853   | シアトル           | 42,514    | 234,670     |                                          |
| ウェストバージニア州 | 1863      | チャールストン       | 1885   | チャールストン     | 52,700    | 305,526     |                                          |
| ウィスコンシン州     | 1848      | マディソン           | 1838   | ミルウォーキー     | 221,551   | 543,022     |                                          |
| ワイオミング州       | 1890      | シャイアン           | 1869   | シャイアン         | 55,362    | 85,384      |                                          |

脚注
1. インディアナポリスはアメリカ合衆国で2番目に大きな州都であり、アメリカ合衆国中西部では3番目の都市、かつミシシッピ川より東では最大の州都。
2. ボストンはマサチューセッツ州、ニューハンプシャー州、ロードアイランド州の3州にまたがりボストン・マンチェスター・ウースター大都市圏を形成。
3. エルパソ・デル・ノルトが1680年から1692年のプエブロの反乱の時に亡命政権のサンタフェ・デ・ヌエボ・メヒコの首都として機能した。
4. コロンバスはオハイオ州最大の都市であるが、都市圏としてはクリーブランド都市圏とシンシナティ・ケンタッキー州北部都市圏の方が大きい。
5. プロビデンスは1636年から1686年と1689年から1776年にも首都として機能した。1776年から1853年は5つの都市との共同州都であり、1853年から1900年は2つの都市との共同州都だった。
6. 州内最大の都市ではない州都の中では最大の都市。都市圏はダラス・フォートワース都市圏が州最大。

## 島嶼地域の首都
島嶼地域とは、50州および連邦の地区であるコロンビア特別区に所属しないアメリカ合衆国の領土である。
| 島嶼地域                 | 成立年 | 首都                   | 備考                                                                               |
| ------------------------ | ------ | ---------------------- | ---------------------------------------------------------------------------------- |
| アメリカ領サモア         | 1899   | パゴパゴ               | アメリカ領サモアの「事実上の」首都。                                               |
| アメリカ領サモア         | 1967   | ファガトゴ             | 領土憲法に明示される公式の政府所在地。                                             |
| グアム                   | 1898   | ハガニア               | デデドが地域最大の村。                                                             |
| 北マリアナ諸島           | 1947   | サイパン島ススペ       |                                                                                    |
| プエルトリコ             | 1898   | サンフアン             | サンフアンは当初プエルトリコと呼ばれ、その島はサンフアン・バウティスタと呼ばれた。 |
| アメリカ領ヴァージン諸島 | 1917   | シャーロット・アマリー |                                                                                    |

## 以前の首都

### アメリカ合衆国
1774年から1800年の間、アメリカ合衆国議会（前身の大陸会議を含む）は多くの場所で議会を開いた。このために下記の都市はかつてアメリカ合衆国の首都だったと言うことができる。
第一次大陸会議
- ペンシルベニア州フィラデルフィアのカーペンターズホール: 1774年9月5日 - 1774年10月24日

第二次大陸会議
- ペンシルベニア州フィラデルフィアのインデペンデンスホール: 1775年5月10日 - 1776年12月12日
- メリーランド州ボルティモアのヘンリ・ファイトの家: 1776年12月20日 - 1777年2月27日
- ペンシルベニア州フィラデルフィアのインデペンデンスホール: 1777年3月4日 - 1777年9月18日
- ペンシルベニア州ランカスターのランカスター庁舎: 1777年9月27日（1日のみ）
- ペンシルベニア州ヨークの庁舎: 1777年9月30日 - 1778年6月27日
- ペンシルベニア州フィラデルフィアのインデペンデンスホール: 1778年7月2日 - 1781年3月1日

連合会議
- ペンシルベニア州フィラデルフィアのインデペンデンスホール: 1781年3月1日 - 1783年7月21日[b]
- ニュージャージー州プリンストンのナッソーホール: 1783年6月30日 - 1783年11月4日
- メリーランド州アナポリスメリーランド州会議事堂: 1783年11月26日 - 1784年8月19日
- ニュージャージー州トレントンのフレンチアームズ・タバン: 1784年11月1日 - 1784年12月24日
- ニューヨーク州ニューヨーク市の市役所（フェデラル・ホール）: 1785年1月11日 - 1788年秋

アメリカ合衆国憲法
- ニューヨーク州ニューヨーク市の市役所（フェデラルホール）: 1789年3月4日 - 1790年12月5日
- ペンシルベニア州フィラデルフィアのコングレスホール: 1790年12月6日 - 1800年5月14日
- コロンビア特別区のアメリカ合衆国議会議事堂: 1800年11月17日 - 現在[c]

### バーモント共和国
バーモント州がアメリカ合衆国14番目の州として加盟する前はバーモント共和国と呼ばれていた。この時代に2つの都市が首都として機能した。
- ウェストミンスター、1777年
- ウィンザー、1777年 - 1791年

現在のバーモント州の州都はモントピリアである。

### ハワイ王国および共和国
ハワイは1898年にアメリカ合衆国領土となる前は独立国だった。3つの都市が首都として機能した。
- カイルア・コナ、ハワイ王国の首都として機能、1795年 - 1820年
- ラハイナ、ハワイ王国の首都として機能、1820年 - 1845年
- ホノルル
  - ハワイ王国の首都として機能、1845年 - 1893年1月17日
  - ハワイ王国崩壊後に暫定ハワイ政府の所在地として機能、1893年1月17日 - 1894年7月4日
  - 1894年7月4日にハワイ共和国が設立されたときから1898年7月7日にニューランズ決議によりハワイ準州（Territory of Hawaii）としてアメリカ合衆国に併合された時まで、首都として機能、1959年にハワイ州に昇格した時からは州都になった

### テキサス共和国
テキサスは1845年にテキサス併合でアメリカ合衆国に加盟するまでテキサス共和国として独立国だった。7つの都市が首都として機能した。
- ワシントン・オン・ザ・ブラゾス、1836年
- ハリスバーグ、1836年
- ガルベストン、1836年
- ヴェラスコ、1836年
- ウェストコロンビア、1836年
- ヒューストン、1837年 - 1839年
- オースティン、1839年 - 1845年

### アメリカ連合国
アメリカ連合国が存在した期間、3つの都市が首都として機能した。
- アラバマ州モンゴメリー、1861年2月4日 - 1861年5月29日
- バージニア州リッチモンド、1861年5月6日（宣言による） - 1865年4月3日
- バージニア州ダンビル、1865年4月3日 - 1865年4月10日

アメリカ連合国の憲法制定会議は1860年12月にアラバマ州モンゴメリーで開催されてアメリカ合衆国からの脱退を図ったが、これはアメリカ連合国当初の7州（サウスカロライナ州、ジョージア州、アラバマ州、フロリダ州、ミシシッピ州、ルイジアナ州およびテキサス州）の中で、モンゴメリーが地理的中心にあり、最大で最も影響力がある都市だったからである。アメリカ連合国最初の首都は1861年2月4日にモンゴメリーと定められ、同年5月23日にバージニア州が加盟した後に同州リッチモンドに移されるまで続いた。アメリカ連合国の北バージニア軍が南に押し込まれ、リッチモンドが北軍に落とされた後の1865年4月2日、アメリカ連合国政府は唯一使うことのできた鉄道を使ってダンビルまで逃亡した。
アメリカ連合国の州都は、アメリカ合衆国から脱退した後もそれまでと同じ都市だった。州都の幾つかは前進する北軍の前に留まるために一時的に移転された。アメリカ連合国の地域が占領されると、北軍はそれぞれの地域に軍政府を樹立した。
1865年4月9日にバージニア州アポマトックス・コートハウスでロバート・E・リー将軍の北バージニア軍が降伏したことに続いて南北戦争が終わり、アメリカ合衆国から脱退してアメリカ連合国を形成した11州は順番にアメリカ合衆国議会に認められた上院議員と下院議員によって置き換わられた。その経過は1866年7月24日のテネシー州を初めとし、1868年6月22日のアーカンソー州、同年6月25日のルイジアナ州、フロリダ州、ノースカロライナ州およびサウスカロライナ州、同年7月14日のアラバマ州、1870年1月26日のバージニア州、同年2月23日のミシシッピ州、同年3月30日のテキサス州と続き、最後は1870年7月15日のジョージア州だった。
アメリカ合衆国議会による認知が「州」という状態を決めるものだったかについては幾らかの意見の不一致がある。「テキサス州対ホワイト事件」に関するアメリカ合衆国最高裁判所判決では、テキサスはアメリカ合衆国を離れたことが無く、基本的にかつての領土は州として受け入れられ認識され、永遠にアメリカ合衆国の州であると裁定したことで、この点に関する問題を提起した。裁判所判決は「革命によって、あるいは各州の同意によって」アメリカ合衆国が分裂する可能性も許容した。

## 認知されなかった国の首都
現在のアメリカ合衆国領土内には、法的な独立主権国家として公式には認知されることの無かった幾つかの国があった。しかし、これらの国家はその存在中にそれぞれの地域を「事実上」支配したのも事実である。

### フランクリン国
フランクリン国は、アメリカ独立戦争が終わってから間もない時期に、後にノースカロライナ州が連邦政府に割譲した地域から、自立的分離派が作った国だった。フランクリン国領土は後にテネシー州の一部になった。公式にアメリカ合衆国に受け入れられることはなく、4年間存在しただけだった。
- ジョーンズボロ、1784年 - ?
- グリーンビル、1785年? - ?

### マスコギー国
マスコギー国はフロリダで短命に終わったインディアンの国だった。クリーク族やセミノール族など幾つかの部族で構成された。1799年から1803年まで存在した。首都は1つだった。
- ミコースキー[4]、1799年 - 1803年

### 西フロリダ共和国
西フロリダ共和国は、ルイジアナ州、ミシシッピ州、フロリダ州およびアラバマ州の一部からなる短命の共和国だった。
- セントフランシスビル、1810年

### インディアン・ストリーム共和国
インディアン・ストリーム共和国は現在のニューハンプシャー州内にあった独立国だった。
- ピッツバーグ、1832年 - 1835年

### リオグランデ共和国
リオグランデ共和国は、現在のテキサス州とメキシコの領土を含む独立国だった。
- ラレド、1840年1月7日 - 1月28日
- タマウリパス州ゲレロ、1840年1月28日 - 3月
- ビクトリア、1840年3月 - 11月6日

### カリフォルニア共和国
カリフォルニア共和国は、1846年にメキシコからの独立という行動の中でカリフォルニア州の北中部の小さな領域が宣言した国だった。この共和国は解体されるまでほんの1ヶ月存在しただけであり、進軍してきたアメリカ軍と合体し、その後米墨戦争の終結によって1848年にカリフォルニアがアメリカ合衆国に併合され、その一部になった。
この大変短命のカリフォルニア共和国はアメリカ合衆国、メキシコあるいはその他の国に認知されることは無かった。「事実上」唯一の首都が存在した。
- ソノマ、1846年

## 歴史上の首都・州都
当初13植民地の大半はアメリカ独立戦争の間にイギリス軍によってその首都が占領されるか攻撃されるかした。州政府は運営できる場所で運営を続けた。ニューヨーク市は1776年から1783年まで占領されていた。同じような状況は米英戦争、南北戦争の時の南部州、およびプエブロの反乱（1680年-1692年）の時のニューメキシコ州で起こった。
22の州都はその州が州となる前から首都だった。これはその前身である領土、植民地あるいは共和国の首都として機能したからだった。ボストンは1630年以来の継続的な首都であり、アメリカ合衆国の首都の中で最長不倒のものとなっている。ニューメキシコ州サンタフェは1610年に首都となって以来最古のものだが、プエブロの反乱（1680年-1692年）の時に中断された。
下表は次の情報を含んでいる。
1. 州名、州成立の年、現在の州都は太字で表示
2. 各州都の開始年（終了年は特に断りの無い限り、後継都市の開始年）
3. 多くの場合現在州の元州都は現在の州領域の外にある。これらの都市は現在の所属州を括弧内表記で示す。

| 州名                             | 州都                                                                                            | 年   | 備考 |
| -------------------------------- | ----------------------------------------------------------------------------------------------- | ---- | --- |
| アラバマ 1819年州成立            | サンアグスティン (FL)                                                                           | 1565 | スペイン領フロリダの首都 |
| アラバマ 1819年州成立            | サバンナ (GA)                                                                                   | 1733 | イギリス領主領ジョージア植民地の首都 |
| アラバマ 1819年州成立            | サバンナ (GA)                                                                                   | 1755 | イギリス領ジョージア植民地の首都 |
| アラバマ 1819年州成立            | サバンナ (GA)                                                                                   | 1776 | ジョージア州の州都 |
| アラバマ 1819年州成立            | オーガスタ (GA)                                                                                 | 1778 | ジョージア州の州都 |
| アラバマ 1819年州成立            | ハーズフォート (GA)                                                                             | 1780 | ジョージア州の州都 |
| アラバマ 1819年州成立            | オーガスタ (GA)                                                                                 | 1781 | ジョージア州の州都 |
| アラバマ 1819年州成立            | サバンナ (GA)                                                                                   | 1782 | ジョージア州の州都 |
| アラバマ 1819年州成立            | エベニーザー (GA)                                                                               | 1782 | ジョージア州の州都 |
| アラバマ 1819年州成立            | サバンナ (GA)                                                                                   | 1784 | ジョージア州の州都 |
| アラバマ 1819年州成立            | オーガスタ (GA)                                                                                 | 1786 | ジョージア州の州都 |
| アラバマ 1819年州成立            | ルイスビル (GA)                                                                                 | 1796 | ジョージア州の州都 |
| アラバマ 1819年州成立            | ナチェズ (MS)                                                                                   | 1798 | ミシシッピ準州の州都 |
| アラバマ 1819年州成立            | ワシントン (MS)                                                                                 | 1802 | ミシシッピ準州の州都 |
| アラバマ 1819年州成立            | セントスティーブンス                                                                            | 1817 | アラバマ準州の州都 |
| アラバマ 1819年州成立            | ハンツビル                                                                                      | 1819 | アラバマ州の州都 |
| アラバマ 1819年州成立            | カホーバ                                                                                        | 1820 | アラバマ州の州都 |
| アラバマ 1819年州成立            | タスカルーサ                                                                                    | 1826 | アラバマ州の州都 |
| アラバマ 1819年州成立            | モンゴメリー                                                                                    | 1846 | アラバマ州の州都 （1861年にアメリカ連合国首都）                                                                                           |
| アラスカ 1959年州成立            | ノボ・アルハンゲリスク シトカ                                                                   | 1808 | ロシア領アラスカの首都 |
| アラスカ 1959年州成立            | ノボ・アルハンゲリスク シトカ                                                                   | 1867 | アラスカ県の首都 |
| アラスカ 1959年州成立            | ノボ・アルハンゲリスク シトカ                                                                   | 1900 | アラスカ地区の首都 |
| アラスカ 1959年州成立            | ジュノー                                                                                        | 1906 | アラスカ地区の首都 |
| アラスカ 1959年州成立            | ジュノー                                                                                        | 1912 | アラスカ準州の首都 |
| アラスカ 1959年州成立            | ジュノー                                                                                        | 1959 | アラスカ州の州都 |
| アリゾナ 1912年州成立            | サンタフェ (NM)                                                                                 | 1848 | アメリカ合衆国領ニューメキシコ暫定政府の首都 1848年-1850年                                                                                |
| アリゾナ 1912年州成立            | サンタフェ (NM)                                                                                 | 1850 | ニューメキシコ準州の州都 1850年-1912年 |
| アリゾナ 1912年州成立            | メシラ (NM)                                                                                     | 1862 | アメリカ連合国アリゾナ準州の州都（ニューメキシコとアリゾナの南部 1862年）                                                                 |
| アリゾナ 1912年州成立            | サンアントニオ (TX)                                                                             | 1862 | アメリカ連合国アリゾナ準州亡命政権の州都 1862年-1865年                                                                                    |
| アリゾナ 1912年州成立            | フォートフィップル                                                                              | 1864 | アリゾナ準州の州都 |
| アリゾナ 1912年州成立            | プレスコット                                                                                    | 1864 | アリゾナ準州の州都 |
| アリゾナ 1912年州成立            | ツーソン                                                                                        | 1867 | アリゾナ準州の州都 |
| アリゾナ 1912年州成立            | プレスコット                                                                                    | 1877 | アリゾナ準州の州都 |
| アリゾナ 1912年州成立            | フェニックス                                                                                    | 1889 | アリゾナ準州の州都 |
| アリゾナ 1912年州成立            | フェニックス                                                                                    | 1912 | アリゾナ州の州都 |
| アーカンソー 1836年州成立        | セイントルイス サンルイス セントルイス (MO)                                                     | 1765 | スペイン領アルタ・ルイジアナ地区の首都（大部分はフランス支配）                                                                            |
| アーカンソー 1836年州成立        | セイントルイス サンルイス セントルイス (MO)                                                     | 1800 | フランス領ルイジアナの首都 |
| アーカンソー 1836年州成立        | セイントルイス サンルイス セントルイス (MO)                                                     | 1804 | ルイジアナ地区の首都（インディアナ準州の管轄下）                                                                                          |
| アーカンソー 1836年州成立        | セイントルイス サンルイス セントルイス (MO)                                                     | 1805 | ルイジアナ準州の州都 |
| アーカンソー 1836年州成立        | セイントルイス サンルイス セントルイス (MO)                                                     | 1812 | ミズーリ準州の州都 |
| アーカンソー 1836年州成立        | アーカンソーポスト                                                                              | 1819 | アーカンソー準州の州都 |
| アーカンソー 1836年州成立        | リトルロック                                                                                    | 1821 | アーカンソー準州の州都 |
| アーカンソー 1836年州成立        | リトルロック                                                                                    | 1836 | アーカンソー州の州都 （ワシントン (AR)はアメリカ連合国の州都 1863年-1865年）                                                              |
| カリフォルニア 1850年州成立      | ロレト（メキシコ）                                                                              | 1770 | スペイン領ヌエバ・エスパーニャの植民地ラス・カリフォルニアの首都                                                                          |
| カリフォルニア 1850年州成立      | プレシド・レアル・デ・サン・ カルロス・デ・モンテレー モンテレー                                | 1777 | スペイン領ヌエバ・エスパーニャの植民地ラス・カリフォルニアの首都                                                                          |
| カリフォルニア 1850年州成立      | プレシド・レアル・デ・サン・ カルロス・デ・モンテレー モンテレー                                | 1804 | スペイン領ヌエバ・エスパーニャ領アルタ・カリフォルニア植民地の首都                                                                        |
| カリフォルニア 1850年州成立      | プレシド・レアル・デ・サン・ カルロス・デ・モンテレー モンテレー                                | 1821 | メキシコ領アルタ・カリフォルニアの首都 |
| カリフォルニア 1850年州成立      | プレシド・レアル・デ・サン・ カルロス・デ・モンテレー モンテレー                                | 1846 | アメリカ領カリフォルニア軍政府の首都 |
| カリフォルニア 1850年州成立      | プレシド・レアル・デ・サン・ カルロス・デ・モンテレー モンテレー                                | 1849 | カリフォルニア暫定政府の首都 |
| カリフォルニア 1850年州成立      | プエブロ・デ・サンホセ・ デ・グアダルーペ サンノゼ                                              | 1850 | カリフォルニア州の州都 |
| カリフォルニア 1850年州成立      | ヴァレーホ                                                                                      | 1852 | カリフォルニア州の州都 |
| カリフォルニア 1850年州成立      | ベニシア                                                                                        | 1853 | カリフォルニア州の州都 |
| カリフォルニア 1850年州成立      | サクラメント                                                                                    | 1854 | カリフォルニア州の州都 |
| コロラド 1876年州成立            | デンバーシティ                                                                                  | 1859 | 超法規的ジェファーソン準州の州都 |
| コロラド 1876年州成立            | ゴールデンシティ                                                                                | 1860 | 超法規的ジェファーソン準州の州都 |
| コロラド 1876年州成立            | デンバーシティ                                                                                  | 1861 | コロラド準州の州都 |
| コロラド 1876年州成立            | コロラドシティ                                                                                  | 1862 | コロラド準州の州都 |
| コロラド 1876年州成立            | ゴールデンシティ                                                                                | 1862 | コロラド準州の州都 |
| コロラド 1876年州成立            | デンバーシティ デンバー                                                                         | 1867 | コロラド準州の州都 |
| コロラド 1876年州成立            | デンバーシティ デンバー                                                                         | 1876 | コロラド州の州都 |
| コネチカット 1776年州成立        | フォートアムステルダム（NY）                                                                    | 1625 | オランダ領ニューネーデルラントの首都 |
| コネチカット 1776年州成立        | ハートフォード                                                                                  | 1639 | イングランド領コネチカット植民地の首都 1639年-1686年                                                                                      |
| コネチカット 1776年州成立        | ニューヘイブン                                                                                  | 1640 | イングランド領ニューヘイブン植民地の首都 1640年-1662年                                                                                    |
| コネチカット 1776年州成立        | ボストン (MA)                                                                                   | 1686 | イングランド領ニューイングランド王領の首都                                                                                                |
| コネチカット 1776年州成立        | ハートフォード                                                                                  | 1689 | イングランド領コネチカット植民地の首都 |
| コネチカット 1776年州成立        | 並立首都 ハートフォード ニューヘイブン                                                          | 1701 | イングランド領コネチカット植民地の並立首都 議会は5月の会期をハートフォードで10月の会期をニューヘイブンで開催                              |
| コネチカット 1776年州成立        | 並立首都 ハートフォード ニューヘイブン                                                          | 1707 | イギリス領コネチカット植民地の並立首都 |
| コネチカット 1776年州成立        | 並立首都 ハートフォード ニューヘイブン                                                          | 1776 | コネチカット州の並立州都 |
| コネチカット 1776年州成立        | ハートフォード                                                                                  | 1875 | コネチカット州の州都 |
| デラウェア 1776年州成立          | フォートクリスティーナ                                                                          | 1638 | スウェーデン領ニュースウェーデンの首都 |
| デラウェア 1776年州成立          | フォートアムステルダム ニーウ・アムステルダム ニューヨーク ニーウ・オランジェ ニューヨーク (NY) | 1655 | オランダ領ニューネーデルラントの首都 |
| デラウェア 1776年州成立          | フォートアムステルダム ニーウ・アムステルダム ニューヨーク ニーウ・オランジェ ニューヨーク (NY) | 1664 | イングランド領ニューヨーク植民地の首都 |
| デラウェア 1776年州成立          | フォートアムステルダム ニーウ・アムステルダム ニューヨーク ニーウ・オランジェ ニューヨーク (NY) | 1673 | オランダ、ニューネーデルラント軍政府の首都                                                                                                |
| デラウェア 1776年州成立          | フォートアムステルダム ニーウ・アムステルダム ニューヨーク ニーウ・オランジェ ニューヨーク (NY) | 1674 | イングランド領ニューヨーク植民地の首都 |
| デラウェア 1776年州成立          | フィラデルフィア (PA)                                                                           | 1682 | イングランド領ペンシルベニア植民地の首都                                                                                                  |
| デラウェア 1776年州成立          | ニューキャッスル                                                                                | 1704 | イングランド領デラウェア下流郡の首都 |
| デラウェア 1776年州成立          | ニューキャッスル                                                                                | 1707 | イギリス領デラウェア下流郡の首都 |
| デラウェア 1776年州成立          | ニューキャッスル                                                                                | 1776 | デラウェア州の首都 |
| デラウェア 1776年州成立          | ドーバー                                                                                        | 1777 | デラウェア州の首都 |
| フロリダ 1845年州成立            | フォート・ド・ラ・カロリーヌ                                                                    | 1564 | フランス領ラ・カロリーヌの首都 1564年-1565年                                                                                              |
| フロリダ 1845年州成立            | サン・アグスティン セントオーガスティン                                                         | 1565 | スペイン領ラ・フロリダの首都 1565年-1763年                                                                                                |
| フロリダ 1845年州成立            | サン・アグスティン セントオーガスティン                                                         | 1763 | イギリス領東フロリダの首都 1763年-1783年                                                                                                  |
| フロリダ 1845年州成立            | サン・アグスティン セントオーガスティン                                                         | 1783 | スペイン領東フロリダの首都 1783年-1821年                                                                                                  |
| フロリダ 1845年州成立            | サンタマリア・デ・オクーゼ ペンサコーラ                                                         | 1763 | イギリス領西フロリダの首都 1763年-1783年                                                                                                  |
| フロリダ 1845年州成立            | サンタマリア・デ・オクーゼ ペンサコーラ                                                         | 1783 | スペイン領東フロリダの首都 1783年-1821年                                                                                                  |
| フロリダ 1845年州成立            | タラハシー                                                                                      | 1824 | フロリダ準州の州都 |
| フロリダ 1845年州成立            | タラハシー                                                                                      | 1845 | フロリダ州の州都 |
| ジョージア 1776年州成立          | セントオーガスティン (FL)                                                                       | 1565 | スペイン領ラ・フロリダの首都 |
| ジョージア 1776年州成立          | サバンナ                                                                                        | 1733 | イギリス領主領ジョージア植民地の首都 |
| ジョージア 1776年州成立          | サバンナ                                                                                        | 1755 | イギリス領ジョージア植民地の首都 |
| ジョージア 1776年州成立          | サバンナ                                                                                        | 1776 | ジョージア州の州都 |
| ジョージア 1776年州成立          | オーガスタ                                                                                      | 1778 | ジョージア州の州都 |
| ジョージア 1776年州成立          | ハーズフォート                                                                                  | 1780 | ジョージア州の州都 |
| ジョージア 1776年州成立          | オーガスタ                                                                                      | 1781 | ジョージア州の州都 |
| ジョージア 1776年州成立          | サバンナ                                                                                        | 1782 | ジョージア州の州都 |
| ジョージア 1776年州成立          | エベニーザー                                                                                    | 1782 | ジョージア州の州都 |
| ジョージア 1776年州成立          | サバンナ                                                                                        | 1784 | ジョージア州の州都 |
| ジョージア 1776年州成立          | オーガスタ                                                                                      | 1786 | ジョージア州の州都 |
| ジョージア 1776年州成立          | ルイスビル                                                                                      | 1796 | ジョージア州の州都 |
| ジョージア 1776年州成立          | ミレッジビル                                                                                    | 1807 | ジョージア州の州都 |
| ジョージア 1776年州成立          | メイコン                                                                                        | 1864 | ジョージア州の州都 |
| ジョージア 1776年州成立          | ミレッジビル                                                                                    | 1865 | ジョージア州の州都 |
| ジョージア 1776年州成立          | アトランタ                                                                                      | 1868 | ジョージア州の州都 |
| ハワイ 1959年州成立              | ラハイナ                                                                                        | 1820 | ハワイ王国の首都 |
| ハワイ 1959年州成立              | ホノルル                                                                                        | 1845 | ハワイ王国の首都 |
| ハワイ 1959年州成立              | ホノルル                                                                                        | 1894 | ハワイ共和国の首都 |
| ハワイ 1959年州成立              | ホノルル                                                                                        | 1898 | ハワイ準州の州都 |
| ハワイ 1959年州成立              | ホノルル                                                                                        | 1959 | ハワイ州の州都 |
| アイダホ 1890年州成立            | フォートバンクーバー (WA)                                                                       | 1825 | オレゴン・カントリーの事実上の首都 |
| アイダホ 1890年州成立            | オレゴンシティ (OR)                                                                             | 1843 | オレゴン・カントリー暫定政府の首都 |
| アイダホ 1890年州成立            | オレゴンシティ (OR)                                                                             | 1848 | オレゴン準州の州都 （アイダホ全州 1848年-1853年 アイダホ南部 1853年-1859年）                                                              |
| アイダホ 1890年州成立            | セイラム (OR)                                                                                   | 1851 | オレゴン準州の州都 （アイダホ全州 1848年-1853年 アイダホ南部 1853年-1859年）                                                              |
| アイダホ 1890年州成立            | オリンピア (WA)                                                                                 | 1853 | ワシントン準州の州都 （アイダホ北部 1853年-1859年 アイダホ全州 1859年-1863年）                                                            |
| アイダホ 1890年州成立            | ルイストン                                                                                      | 1863 | アイダホ準州の州都 |
| アイダホ 1890年州成立            | ボイシ                                                                                          | 1865 | アイダホ準州の州都 |
| アイダホ 1890年州成立            | ボイシ                                                                                          | 1890 | アイダホ州の州都 |
| イリノイ 1818年州成立            | マリエッタ (OH)                                                                                 | 1788 | 北西部領土の首都 |
| イリノイ 1818年州成立            | ビンセンズ (IN)                                                                                 | 1800 | インディアナ準州の州都 |
| イリノイ 1818年州成立            | カスカスキア                                                                                    | 1809 | イリノイ準州の州都 |
| イリノイ 1818年州成立            | カスカスキア                                                                                    | 1818 | イリノイ州の州都 |
| イリノイ 1818年州成立            | ヴァンダリア                                                                                    | 1820 | イリノイ州の州都 |
| イリノイ 1818年州成立            | スプリングフィールド                                                                            | 1839 | イリノイ州の州都 |
| インディアナ 1816年州成立        | マリエッタ (OH)                                                                                 | 1788 | 北西部領土の首都 |
| インディアナ 1816年州成立        | ビンセンズ (IN)                                                                                 | 1800 | インディアナ準州の州都 |
| インディアナ 1816年州成立        | コリドン                                                                                        | 1813 | インディアナ準州の州都 |
| インディアナ 1816年州成立        | コリドン                                                                                        | 1816 | インディアナ州の州都 |
| インディアナ 1816年州成立        | インディアナポリス                                                                              | 1825 | インディアナ州の州都 |
| アイオワ 1846年州成立            | セイントルイス サンルイス セントルイス (MO)                                                     | 1765 | スペイン領アルタ・ルイジアナ地区の首都（大部分はフランス支配）                                                                            |
| アイオワ 1846年州成立            | セイントルイス サンルイス セントルイス (MO)                                                     | 1800 | フランス領ルイジアナの首都 |
| アイオワ 1846年州成立            | セイントルイス サンルイス セントルイス (MO)                                                     | 1804 | ルイジアナ地区の首都（インディアナ準州の管轄下）                                                                                          |
| アイオワ 1846年州成立            | セイントルイス サンルイス セントルイス (MO)                                                     | 1805 | ルイジアナ準州の州都 |
| アイオワ 1846年州成立            | セイントルイス サンルイス セントルイス (MO)                                                     | 1812 | ミズーリ準州の州都（1812年-1821年） |
| アイオワ 1846年州成立            | デトロイト (MI)                                                                                 | 1834 | ミシガン準州の州都 |
| アイオワ 1846年州成立            | ベルモント (WI)                                                                                 | 1836 | ウィスコンシン準州の州都 |
| アイオワ 1846年州成立            | バーリントン                                                                                    | 1837 | ウィスコンシン準州の州都 |
| アイオワ 1846年州成立            | バーリントン                                                                                    | 1838 | アイオワ準州の州都 |
| アイオワ 1846年州成立            | アイオワシティ                                                                                  | 1841 | アイオワ準州の州都 |
| アイオワ 1846年州成立            | アイオワシティ                                                                                  | 1846 | アイオワ州の州都 |
| アイオワ 1846年州成立            | デモイン                                                                                        | 1857 | アイオワ州の州都 |
| カンザス 1861年州成立            | セイントルイス サンルイス セントルイス (MO)                                                     | 1765 | スペイン領アルタ・ルイジアナ地区の首都（大部分はフランス支配）                                                                            |
| カンザス 1861年州成立            | セイントルイス サンルイス セントルイス (MO)                                                     | 1800 | フランス領ルイジアナの首都 |
| カンザス 1861年州成立            | セイントルイス サンルイス セントルイス (MO)                                                     | 1804 | ルイジアナ地区の首都（インディアナ準州の管轄下)                                                                                           |
| カンザス 1861年州成立            | セイントルイス サンルイス セントルイス (MO)                                                     | 1805 | ルイジアナ準州の州都 |
| カンザス 1861年州成立            | セイントルイス サンルイス セントルイス (MO)                                                     | 1812 | ミズーリ準州の州都（1812年-1821年） |
| カンザス 1861年州成立            | ポーニー                                                                                        | 1855 | カンザス準州の州都（7月2日-7月6日） |
| カンザス 1861年州成立            | ショーニー伝道所                                                                                | 1855 | カンザス準州の州都 |
| カンザス 1861年州成立            | ルコンプトン                                                                                    | 1856 | カンザス準州の州都（奴隷制擁護派の法律上州都）                                                                                            |
| カンザス 1861年州成立            | トピカ                                                                                          | 1856 | カンザス準州の州都（奴隷制廃止派の事実上の州都）                                                                                          |
| カンザス 1861年州成立            | トピカ                                                                                          | 1861 | カンザス州の州都 |
| ケンタッキー 1792年州成立        | ウィリアムズバーグ (VA)                                                                         | 1699 | イングランド領バージニア植民地の首都 |
| ケンタッキー 1792年州成立        | ウィリアムズバーグ (VA)                                                                         | 1707 | イギリス領バージニア植民地（コロニー）の首都                                                                                              |
| ケンタッキー 1792年州成立        | ウィリアムズバーグ (VA)                                                                         | 1776 | バージニア州の首都 |
| ケンタッキー 1792年州成立        | リッチモンド (VA)                                                                               | 1780 | バージニア州の首都 |
| ケンタッキー 1792年州成立        | フランクフォート                                                                                | 1792 | ケンタッキー州の州都 （ボーリンググリーンはアメリカ連合国の州都 1861年-1862年）                                                           |
| ルイジアナ 1812年州成立          | セントオーガスティン (FL)                                                                       | 1565 | スペイン領ラ・フロリダの首都 |
| ルイジアナ 1812年州成立          | モービル (AL)                                                                                   | 1702 | フランス領ラ・ルイジアヌ |
| ルイジアナ 1812年州成立          | ビロクシ (MS)                                                                                   | 1720 | フランス領ラ・ルイジアヌ |
| ルイジアナ 1812年州成立          | ラ・ヌーベル・オルレアン ヌエバ・オルレアンス ニューオーリンズ                                  | 1722 | フランス領ラ・ルイジアヌ |
| ルイジアナ 1812年州成立          | ラ・ヌーベル・オルレアン ヌエバ・オルレアンス ニューオーリンズ                                  | 1763 | スペイン領バハ・ルイジアナ地区の首都 |
| ルイジアナ 1812年州成立          | ラ・ヌーベル・オルレアン ヌエバ・オルレアンス ニューオーリンズ                                  | 1800 | フランス領ルイジアナの首都 |
| ルイジアナ 1812年州成立          | ラ・ヌーベル・オルレアン ヌエバ・オルレアンス ニューオーリンズ                                  | 1804 | オーリンズ準州の州都 |
| ルイジアナ 1812年州成立          | ラ・ヌーベル・オルレアン ヌエバ・オルレアンス ニューオーリンズ                                  | 1812 | ルイジアナ州の州都 |
| ルイジアナ 1812年州成立          | ドナルドソンビル                                                                                | 1830 | ルイジアナ州の州都 |
| ルイジアナ 1812年州成立          | ニューオーリンズ                                                                                | 1831 | ルイジアナ州の州都 |
| ルイジアナ 1812年州成立          | バトンルージュ                                                                                  | 1849 | ルイジアナ州の州都 |
| ルイジアナ 1812年州成立          | オペルーサス                                                                                    | 1862 | ルイジアナ州の州都 |
| ルイジアナ 1812年州成立          | シュリーブポート                                                                                | 1863 | ルイジアナ州の州都 |
| ルイジアナ 1812年州成立          | ニューオーリンズ                                                                                | 1865 | ルイジアナ州の州都 |
| ルイジアナ 1812年州成立          | バトンルージュ                                                                                  | 1880 | ルイジアナ州の州都 |
| メイン 1820年州成立              | イル・サンクロワ                                                                                | 1604 | フランス領ラカディーの首都 |
| メイン 1820年州成立              | ポートロイヤル (カナダ)                                                                         | 1605 | フランス領ラカディーの首都 |
| メイン 1820年州成立              | ボストン (MA)                                                                                   | 1630 | イングランド領マサチューセッツ湾植民地の首都                                                                                              |
| メイン 1820年州成立              | ボストン (MA)                                                                                   | 1686 | イングランド領ニューイングランド王領の首都                                                                                                |
| メイン 1820年州成立              | ボストン (MA)                                                                                   | 1689 | 反体制派マサチューセッツ湾植民地（コロニー）の首都                                                                                        |
| メイン 1820年州成立              | ボストン (MA)                                                                                   | 1691 | イングランド領マサチューセッツ湾直轄植民地の首都                                                                                          |
| メイン 1820年州成立              | ボストン (MA)                                                                                   | 1707 | イギリス領マサチューセッツ湾直轄植民地の首都                                                                                              |
| メイン 1820年州成立              | ボストン (MA)                                                                                   | 1774 | 反体制派マサチューセッツ湾植民地（プロビンス）の首都                                                                                      |
| メイン 1820年州成立              | ボストン (MA)                                                                                   | 1776 | マサチューセッツ湾州の州都 |
| メイン 1820年州成立              | ボストン (MA)                                                                                   | 1780 | マサチューセッツ州の州都 |
| メイン 1820年州成立              | ポートランド                                                                                    | 1820 | メイン州の州都 |
| メイン 1820年州成立              | ポートランド                                                                                    | 1827 | メイン州の事実上の州都 |
| メイン 1820年州成立              | オーガスタ                                                                                      | 1827 | メイン州の法律上の州都 |
| メイン 1820年州成立              | オーガスタ                                                                                      | 1832 | メイン州の州都 |
| メリーランド 1776年州成立        | セントメアリーズシティ                                                                          | 1634 | イングランド領主領メリーランド植民地の首都                                                                                                |
| メリーランド 1776年州成立        | アン・アルンデルズ・タウン アナポリス                                                           | 1694 | イングランド領メリーランド植民地の首都 |
| メリーランド 1776年州成立        | アン・アルンデルズ・タウン アナポリス                                                           | 1707 | イギリス領メリーランド植民地の首都 |
| メリーランド 1776年州成立        | アン・アルンデルズ・タウン アナポリス                                                           | 1776 | メリーランド州の州都 （アメリカ合衆国の首都 1783年-1784年）                                                                               |
| マサチューセッツ 1776年州成立    | プリマス                                                                                        | 1620 | イングランド領プリマス植民地の首都 1620年-1686年                                                                                          |
| マサチューセッツ 1776年州成立    | ボストン                                                                                        | 1630 | イングランド領マサチューセッツ湾植民地の首都 1630年-1686年                                                                                |
| マサチューセッツ 1776年州成立    | ボストン                                                                                        | 1686 | イングランド領ニューイングランド王領の首都 1686年-1689年                                                                                  |
| マサチューセッツ 1776年州成立    | プリマス                                                                                        | 1688 | 反体制派ニュープリマス植民地の首都 1688年-1692年                                                                                          |
| マサチューセッツ 1776年州成立    | ボストン                                                                                        | 1689 | 反体制派マサチューセッツ湾植民地の首都 1689年-1692年                                                                                      |
| マサチューセッツ 1776年州成立    | ボストン                                                                                        | 1692 | イングランド領マサチューセッツ湾直轄植民地の首都                                                                                          |
| マサチューセッツ 1776年州成立    | ボストン                                                                                        | 1707 | イギリス領マサチューセッツ湾直轄植民地の首都                                                                                              |
| マサチューセッツ 1776年州成立    | ボストン                                                                                        | 1774 | 反体制派マサチューセッツ湾植民地の首都 |
| マサチューセッツ 1776年州成立    | ボストン                                                                                        | 1776 | マサチューセッツ湾州の州都 |
| マサチューセッツ 1776年州成立    | ボストン                                                                                        | 1780 | マサチューセッツ州の州都 |
| ミシガン 1837年州成立            | マリエッタ (OH)                                                                                 | 1788 | 北西部領土の首都（ミシガン全土 1788年-1800年 ミシガン東部 1800年-1803年）                                                                 |
| ミシガン 1837年州成立            | チリコシー (OH)                                                                                 | 1800 | 北西部領土の首都（ミシガン全土 1788年-1800年 ミシガン東部 1800年-1803年）                                                                 |
| ミシガン 1837年州成立            | ビンセンズ (IN)                                                                                 | 1800 | インディアナ準州の州都 （ミシガン西部1800年-1803年 ミシガン全土 -1805年 アッパー半島の一部 -1816年）                                      |
| ミシガン 1837年州成立            | コリドン (IN)                                                                                   | 1813 | |
| ミシガン 1837年州成立            | デトロイト                                                                                      | 1805 | ミシガン準州（ロウアー半島 1805年-1818年 ミシガン全土 1818年-1837年）の州都 （デトロイトはイギリス軍に占領されていた 1812年-1813年）      |
| ミシガン 1837年州成立            | デトロイト                                                                                      | 1837 | ミシガン州の州都 |
| ミシガン 1837年州成立            | ランシング                                                                                      | 1847 | ミシガン州の州都 |
| ミネソタ 1858年州成立            | セイントルイス サンルイス セントルイス (MO)                                                     | 1765 | スペイン領アルタ・ルイジアナ地区の首都（大部分はフランス支配）1765年-1800年                                                               |
| ミネソタ 1858年州成立            | セイントルイス サンルイス セントルイス (MO)                                                     | 1800 | フランス領ルイジアナの首都（ミシシッピ川以西 1800年-1804年）                                                                              |
| ミネソタ 1858年州成立            | セイントルイス サンルイス セントルイス (MO)                                                     | 1804 | ルイジアナ地区の首都（ミシシッピ川以西 インディアナ準州の管轄下 1804年-1805年）                                                           |
| ミネソタ 1858年州成立            | セイントルイス サンルイス セントルイス (MO)                                                     | 1805 | ルイジアナ準州の州都（ミシシッピ川以西 1805年-1812年）                                                                                    |
| ミネソタ 1858年州成立            | セイントルイス サンルイス セントルイス (MO)                                                     | 1812 | ミズーリ準州の州都（ミシシッピ川以西 1812年-1821年）                                                                                      |
| ミネソタ 1858年州成立            | マリエッタ (OH)                                                                                 | 1788 | 北西部領土の首都（ミシシッピ川似東 1788年-1800年）                                                                                        |
| ミネソタ 1858年州成立            | ビンセンズ (IN)                                                                                 | 1800 | インディアナ準州の州都（ミシシッピ川以東 1800年-1809年）                                                                                  |
| ミネソタ 1858年州成立            | カスカスキア                                                                                    | 1809 | イリノイ準州の州都（ミシシッピ川以東 1809年-1818年）                                                                                      |
| ミネソタ 1858年州成立            | デトロイト (MI)                                                                                 | 1818 | ミシガン準州の州都（ミシシッピ川以東 1818年-1834年 ミネソタ全土 1834年-1836年）                                                           |
| ミネソタ 1858年州成立            | ベルモント (WI)                                                                                 | 1836 | ウィスコンシン準州の州都 |
| ミネソタ 1858年州成立            | バーリントン (IA)                                                                               | 1837 | ウィスコンシン準州の州都 |
| ミネソタ 1858年州成立            | バーリントン (IA)                                                                               | 1838 | アイオワ準州の州都（ミシシッピ川以西 1838年-1841年）                                                                                      |
| ミネソタ 1858年州成立            | マディソン (WI)                                                                                 | 1838 | ウィスコンシン準州の州都（ミシシッピ川以東1838年-1848年）                                                                                 |
| ミネソタ 1858年州成立            | アイオワシティ (IA)                                                                             | 1841 | アイオワ準州の州都（ミシシッピ川以西 1841年-1846年）                                                                                      |
| ミネソタ 1858年州成立            | セントポール                                                                                    | 1849 | ミネソタ準州の州都 |
| ミネソタ 1858年州成立            | セントポール                                                                                    | 1858 | ミネソタ州の州都 |
| ミシシッピ 1817年州成立          | セントオーガスティン (FL)                                                                       | 1565 | スペイン領ラ・フロリダの首都 |
| ミシシッピ 1817年州成立          | サバンナ (GA)                                                                                   | 1733 | イギリス領主領ジョージア植民地の首都 |
| ミシシッピ 1817年州成立          | サバンナ (GA)                                                                                   | 1755 | イギリス領ジョージア植民地の首都 |
| ミシシッピ 1817年州成立          | サバンナ (GA)                                                                                   | 1776 | ジョージア州の州都 |
| ミシシッピ 1817年州成立          | オーガスタ (GA)                                                                                 | 1778 | ジョージア州の州都 |
| ミシシッピ 1817年州成立          | ハーズフォート (GA)                                                                             | 1780 | ジョージア州の州都 |
| ミシシッピ 1817年州成立          | オーガスタ                                                                                      | 1781 | ジョージア州の州都 |
| ミシシッピ 1817年州成立          | サバンナ                                                                                        | 1782 | ジョージア州の州都 |
| ミシシッピ 1817年州成立          | エベニーザー (GA)                                                                               | 1782 | ジョージア州の州都 |
| ミシシッピ 1817年州成立          | サバンナ                                                                                        | 1784 | ジョージア州の州都 |
| ミシシッピ 1817年州成立          | オーガスタ                                                                                      | 1786 | ジョージア州の州都 |
| ミシシッピ 1817年州成立          | ルイスビル (GA)                                                                                 | 1796 | ジョージア州の州都 |
| ミシシッピ 1817年州成立          | ナチェズ                                                                                        | 1798 | ミシシッピ準州の州都 |
| ミシシッピ 1817年州成立          | ワシントン                                                                                      | 1802 | ミシシッピ準州の州都 |
| ミシシッピ 1817年州成立          | ナチェズ                                                                                        | 1817 | ミシシッピ州の州都 |
| ミシシッピ 1817年州成立          | ジャクソン                                                                                      | 1821 | ミシシッピ州の州都 |
| ミズーリ 1821年州成立            | セイントルイス サンルイス セントルイス (MO)                                                     | 1765 | スペイン領アルタ・ルイジアナ地区の首都（大部分はフランス支配）                                                                            |
| ミズーリ 1821年州成立            | セイントルイス サンルイス セントルイス (MO)                                                     | 1800 | フランス領ルイジアナの首都 |
| ミズーリ 1821年州成立            | セイントルイス サンルイス セントルイス (MO)                                                     | 1804 | ルイジアナ地区の首都（インディアナ準州の管轄下）                                                                                          |
| ミズーリ 1821年州成立            | セイントルイス サンルイス セントルイス (MO)                                                     | 1805 | ルイジアナ準州の州都 |
| ミズーリ 1821年州成立            | セイントルイス サンルイス セントルイス (MO)                                                     | 1812 | ミズーリ準州の州都 |
| ミズーリ 1821年州成立            | セントチャールズ                                                                                | 1821 | ミズーリ州の州都 （アメリカ連合国の亡命政府がネオショー 1861年-1863年 およびマーシャル (TX) 1863年-1865年で運営）                         |
| ミズーリ 1821年州成立            | ジェファーソンシティ                                                                            | 1826 | ミズーリ州の州都 （アメリカ連合国の亡命政府がネオショー 1861年-1863年 およびマーシャル (TX) 1863年-1865年で運営）                         |
| モンタナ 1889年州成立            | セイントルイス サンルイス セントルイス (MO)                                                     | 1765 | スペイン領アルタ・ルイジアナ地区の首都 （大部分はフランス支配 大陸分水界以東 1763年-1800年）                                              |
| モンタナ 1889年州成立            | セイントルイス サンルイス セントルイス (MO)                                                     | 1800 | フランス領ルイジアナの首都（大陸分水界以東 1800年-1804年）                                                                                |
| モンタナ 1889年州成立            | セイントルイス サンルイス セントルイス (MO)                                                     | 1804 | ルイジアナ地区の首都（インディアナ準州の管轄下で大陸分水界以東 1804年-1805年）                                                            |
| モンタナ 1889年州成立            | セイントルイス サンルイス セントルイス (MO)                                                     | 1805 | ルイジアナ準州の州都（大陸分水界以東 1805年-1812年）                                                                                      |
| モンタナ 1889年州成立            | セイントルイス サンルイス セントルイス (MO)                                                     | 1812 | ミズーリ準州の州都（大陸分水界以東 1812年-1821年）                                                                                        |
| モンタナ 1889年州成立            | フォートバンクーバー (WA)                                                                       | 1825 | オレゴン準州の事実上の首都（大陸分水界以西 1818年-1843年）                                                                                |
| モンタナ 1889年州成立            | オレゴンシティ (OR)                                                                             | 1843 | オレゴン暫定政府の首都（大陸分水界以西 1843年-1848年）                                                                                    |
| モンタナ 1889年州成立            | オレゴンシティ (OR)                                                                             | 1848 | オレゴン準州の州都（大陸分水界以西 1848年-1853年）                                                                                        |
| モンタナ 1889年州成立            | セイラム (OR)                                                                                   | 1851 | オレゴン準州の州都（大陸分水界以西 1848年-1853年）                                                                                        |
| モンタナ 1889年州成立            | オリンピア (WA)                                                                                 | 1853 | ワシントン準州の州都（大陸分水界以西 1853年-1863年）                                                                                      |
| モンタナ 1889年州成立            | オマハ (NE)                                                                                     | 1854 | ネブラスカ準州の州都（大陸分水界以東 1854年-1861年）                                                                                      |
| モンタナ 1889年州成立            | ヤンクトン (SD)                                                                                 | 1861 | ダコタ準州の州都（大陸分水界以東 1861年-1863年）                                                                                          |
| モンタナ 1889年州成立            | ルイストン (ID                                                                                  | 1863 | アイダホ準州の州都 |
| モンタナ 1889年州成立            | バナック                                                                                        | 1864 | モンタナ準州の州都 |
| モンタナ 1889年州成立            | バージニアシティ                                                                                | 1865 | モンタナ準州の州都 |
| モンタナ 1889年州成立            | ヘレナ                                                                                          | 1875 | モンタナ準州の州都 |
| モンタナ 1889年州成立            | ヘレナ                                                                                          | 1889 | モンタナ州の州都 |
| ネブラスカ 1867年州成立          | セイントルイス サンルイス セントルイス (MO)                                                     | 1765 | スペイン領アルタ・ルイジアナ地区の首都（大部分はフランス支配）                                                                            |
| ネブラスカ 1867年州成立          | セイントルイス サンルイス セントルイス (MO)                                                     | 1800 | フランス領ルイジアナの首都 |
| ネブラスカ 1867年州成立          | セイントルイス サンルイス セントルイス (MO)                                                     | 1804 | ルイジアナ地区の首都（インディアナ準州の管轄下）                                                                                          |
| ネブラスカ 1867年州成立          | セイントルイス サンルイス セントルイス (MO)                                                     | 1805 | ルイジアナ準州の州都 |
| ネブラスカ 1867年州成立          | セイントルイス サンルイス セントルイス (MO)                                                     | 1812 | ミズーリ準州の州都（1812年-1821年） |
| ネブラスカ 1867年州成立          | オマハ                                                                                          | 1854 | ネブラスカ準州の州都 |
| ネブラスカ 1867年州成立          | ランカスター リンカーン                                                                         | 1867 | ネブラスカ準州の州都 |
| ネブラスカ 1867年州成立          | ランカスター リンカーン                                                                         | 1867 | ネブラスカ州の州都 |
| ネバダ 1864年州成立              | フィルモア (UT)                                                                                 | 1850 | ユタ準州の州都 |
| ネバダ 1864年州成立              | ソルトレークシティ (UT)                                                                         | 1858 | ユタ準州の州都 |
| ネバダ 1864年州成立              | カーソンシティ                                                                                  | 1861 | ネバダ準州の州都 |
| ネバダ 1864年州成立              | カーソンシティ                                                                                  | 1864 | ネバダ州の州都 |
| ニュー ハンプシャー 1776年州成立 | ボストン (MA)                                                                                   | 1630 | イングランド領マサチューセッツ湾植民地の首都                                                                                              |
| ニュー ハンプシャー 1776年州成立 | ポーツマス                                                                                      | 1680 | イングランド領ニューハンプシャー植民地の首都                                                                                              |
| ニュー ハンプシャー 1776年州成立 | ボストン (MA)                                                                                   | 1686 | イングランド領ニューイングランド王領の首都                                                                                                |
| ニュー ハンプシャー 1776年州成立 | ポーツマス                                                                                      | 1689 | 反体制派ニューハンプシャー植民地の首都 |
| ニュー ハンプシャー 1776年州成立 | ポーツマス                                                                                      | 1691 | イングランド領ニューハンプシャー植民地の首都                                                                                              |
| ニュー ハンプシャー 1776年州成立 | ポーツマス                                                                                      | 1698 | マサチューセッツ湾直轄植民地総督管轄下のニューハンプシャー植民地の首都                                                                    |
| ニュー ハンプシャー 1776年州成立 | ポーツマス                                                                                      | 1707 | マサチューセッツ湾直轄植民地総督管轄下のイギリス領ニューハンプシャー植民地の首都                                                          |
| ニュー ハンプシャー 1776年州成立 | ポーツマス                                                                                      | 1741 | イギリス領ニューハンプシャー植民地の首都                                                                                                  |
| ニュー ハンプシャー 1776年州成立 | エグゼター                                                                                      | 1775 | ニューハンプシャー革命政府の首都 |
| ニュー ハンプシャー 1776年州成立 | エグゼター                                                                                      | 1776 | ニューハンプシャー州の州都 |
| ニュー ハンプシャー 1776年州成立 | コンコード                                                                                      | 1808 | ニューハンプシャー州の州都 |
| ニュー ジャージー 1776年州成立   | フォートアムステルダム (NY)                                                                     | 1625 | オランダ領ニューネーデルラント（コロニー）の首都                                                                                          |
| ニュー ジャージー 1776年州成立   | フォートアムステルダム (NY)                                                                     | 1652 | オランダ領ニューネーデルラント（プロビンス）の首都                                                                                        |
| ニュー ジャージー 1776年州成立   | エリザベスタウン                                                                                | 1665 | イングランド領ニュージャージー植民地の首都                                                                                                |
| ニュー ジャージー 1776年州成立   | パースアンボイ                                                                                  | 1673 | イングランド領イーストジャージ植民地の首都 1673年-1688年                                                                                  |
| ニュー ジャージー 1776年州成立   | バーリントン                                                                                    | 1673 | イングランド領ウェストジャージ植民地の首都 1673年-1688年                                                                                  |
| ニュー ジャージー 1776年州成立   | ボストン (MA)                                                                                   | 1688 | イングランド領ニューイングランド王領の首都 1688年-1689年                                                                                  |
| ニュー ジャージー 1776年州成立   | パースアンボイ                                                                                  | 1689 | イングランド領イーストジャージ植民地の首都 1689年-1702年                                                                                  |
| ニュー ジャージー 1776年州成立   | バーリントン                                                                                    | 1689 | イングランド領ウェストジャージ植民地の首都 1689年-1702年                                                                                  |
| ニュー ジャージー 1776年州成立   | 並立首都 パースアンボイ バーリントン                                                            | 1702 | イングランド領ニュージャージー植民地の並列首都                                                                                            |
| ニュー ジャージー 1776年州成立   | 並立首都 パースアンボイ バーリントン                                                            | 1707 | イギリス領ニュージャージー植民地の並列首都                                                                                                |
| ニュー ジャージー 1776年州成立   | 並立首都 パースアンボイ バーリントン                                                            | 1776 | ニュージャージー州の並列州都 |
| ニュー ジャージー 1776年州成立   | トレントン                                                                                      | 1784 | ニュージャージー州の州都 （1784年にアメリカ合衆国の首都）                                                                                 |
| ニューメキシコ 1912年州成立      | サンフアン・デ・ロス・カバレロス                                                                | 1598 | スペイン領ヌエバ・エスパーニャ、サンタフェ・デ・ヌエボ・メヒコ植民地の首都                                                                |
| ニューメキシコ 1912年州成立      | ラ・ヴィラ・レアル・デ・ラ・ダンタフェ・ デ・サンフランシスコ・デ・アシス                       | 1610 | スペイン領ヌエバ・エスパーニャ、サンタフェ・デ・ヌエボ・メヒコ植民地の首都                                                                |
| ニューメキシコ 1912年州成立      | エルパソ・デル・ノルト (メキシコ)                                                               | 1680 | スペイン領ヌエバ・エスパーニャのサンタフェ・デ・ヌエボ・メヒコ植民地亡命政権首都 （プエブロの反乱 1680年-1692年）                         |
| ニューメキシコ 1912年州成立      | ラ・ヴィラ・レアル・デ・ラ・ダンタフェ・ デ・サンフランシスコ・デ・アシス サンタフェ            | 1692 | スペイン領ヌエバ・エスパーニャ、サンタフェ・デ・ヌエボ・メヒコ植民地の首都                                                                |
| ニューメキシコ 1912年州成立      | ラ・ヴィラ・レアル・デ・ラ・ダンタフェ・ デ・サンフランシスコ・デ・アシス サンタフェ            | 1821 | メキシコ領サンタフェ・デ・ヌエボ・メヒコ植民地の首都                                                                                      |
| ニューメキシコ 1912年州成立      | ラ・ヴィラ・レアル・デ・ラ・ダンタフェ・ デ・サンフランシスコ・デ・アシス サンタフェ            | 1824 | メキシコ領土サンタフェ・デ・ヌエボ・メヒコの首都                                                                                          |
| ニューメキシコ 1912年州成立      | ラ・ヴィラ・レアル・デ・ラ・ダンタフェ・ デ・サンフランシスコ・デ・アシス サンタフェ            | 1846 | アメリカ合衆国ニューメキシコ軍政府の首都                                                                                                  |
| ニューメキシコ 1912年州成立      | ラ・ヴィラ・レアル・デ・ラ・ダンタフェ・ デ・サンフランシスコ・デ・アシス サンタフェ            | 1846 | アメリカ合衆国ニューメキシコ暫定政府の首都 1846年-1850年                                                                                  |
| ニューメキシコ 1912年州成立      | ラ・ヴィラ・レアル・デ・ラ・ダンタフェ・ デ・サンフランシスコ・デ・アシス サンタフェ            | 1850 | ニューメキシコ準州の州都 1850年-1912年 |
| ニューメキシコ 1912年州成立      | メシラ                                                                                          | 1862 | アメリカ連合国アリゾナ準州の州都（ニューメキシコとアリゾナの南部 1862年）                                                                 |
| ニューメキシコ 1912年州成立      | サンアントニオ (TX)                                                                             | 1862 | アメリカ連合国アリゾナ準州の亡命政権州都 1862年-1865年                                                                                    |
| ニューメキシコ 1912年州成立      | サンタフェ                                                                                      | 1912 | ニューメキシコ州の州都 |
| ニューヨーク 1776年州成立        | フォートアムステルダム ニューアムステルダム ニューヨーク ニューオランジェ ニューヨーク          | 1625 | オランダ領ニューネーデルラント（コロニー）（ニューベルギー）の首都                                                                        |
| ニューヨーク 1776年州成立        | フォートアムステルダム ニューアムステルダム ニューヨーク ニューオランジェ ニューヨーク          | 1652 | オランダ領ニューネーデルラント（プロビンス）の首都                                                                                        |
| ニューヨーク 1776年州成立        | フォートアムステルダム ニューアムステルダム ニューヨーク ニューオランジェ ニューヨーク          | 1664 | イングランド領ニューヨーク植民地の首都 |
| ニューヨーク 1776年州成立        | フォートアムステルダム ニューアムステルダム ニューヨーク ニューオランジェ ニューヨーク          | 1673 | オランダのニューネーデルラント軍政府首都                                                                                                  |
| ニューヨーク 1776年州成立        | フォートアムステルダム ニューアムステルダム ニューヨーク ニューオランジェ ニューヨーク          | 1674 | イングランド領ニューヨーク植民地の首都 |
| ニューヨーク 1776年州成立        | ボストン (MA)                                                                                   | 1688 | イングランド領ニューイングランド王領の首都                                                                                                |
| ニューヨーク 1776年州成立        | ニューヨーク                                                                                    | 1689 | 反体制派ニューヨーク政府の首都 |
| ニューヨーク 1776年州成立        | ニューヨーク                                                                                    | 1691 | イングランド領ニューヨーク植民地の首都 |
| ニューヨーク 1776年州成立        | ニューヨーク                                                                                    | 1707 | イギリス領ニューヨーク植民地の首都 |
| ニューヨーク 1776年州成立        | ニューヨーク                                                                                    | 1776 | ニューヨーク州の州都 |
| ニューヨーク 1776年州成立        | キングストン                                                                                    | 1777 | ニューヨーク州の州都 |
| ニューヨーク 1776年州成立        | ハーリー                                                                                        | 1777 | ニューヨーク州の州都 |
| ニューヨーク 1776年州成立        | ポキプシー                                                                                      | 1777 | ニューヨーク州の州都 |
| ニューヨーク 1776年州成立        | ニューヨーク                                                                                    | 1788 | ニューヨーク州の州都 （アメリカ合衆国の首都 1785年-1788年および1789年-1790年）                                                            |
| ニューヨーク 1776年州成立        | オールバニ                                                                                      | 1797 | ニューヨーク州の州都 |
| ノース カロライナ 1776年州成立   | セントオーガスティン (FL)                                                                       | 1565 | スペイン領ラ・フロリダの首都 |
| ノース カロライナ 1776年州成立   | チャールズタウン (SC)                                                                           | 1670 | イングランド領カロライナ植民地の首都 |
| ノース カロライナ 1776年州成立   | チャールズタウン (SC)                                                                           | 1707 | イギリス領カロライナ植民地の首都 |
| ノース カロライナ 1776年州成立   | ニューバーン                                                                                    | 1712 | イギリス領ノースカロライナ植民地の首都 |
| ノース カロライナ 1776年州成立   | ニューバーン                                                                                    | 1776 | ノースカロライナ州の州都 |
| ノース カロライナ 1776年州成立   | ファイエットビル                                                                                | 1789 | ノースカロライナ州の州都 |
| ノース カロライナ 1776年州成立   | ローリー                                                                                        | 1794 | ノースカロライナ州の州都 |
| ノースダコタ 1889年州成立        | セイントルイス サンルイス セントルイス (MO)                                                     | 1765 | スペイン領アルタ・ルイジアナ地区の首都（大部分はフランス支配）                                                                            |
| ノースダコタ 1889年州成立        | セイントルイス サンルイス セントルイス (MO)                                                     | 1800 | フランス領ルイジアナの首都 |
| ノースダコタ 1889年州成立        | セイントルイス サンルイス セントルイス (MO)                                                     | 1804 | ルイジアナ地区の首都（インディアナ準州の管轄下）                                                                                          |
| ノースダコタ 1889年州成立        | セイントルイス サンルイス セントルイス (MO)                                                     | 1805 | ルイジアナ準州の州都 |
| ノースダコタ 1889年州成立        | セイントルイス サンルイス セントルイス (MO)                                                     | 1812 | ミズーリ準州の州都（1812年-1821年） |
| ノースダコタ 1889年州成立        | デトロイト (MI)                                                                                 | 1834 | ミシガン準州の州都（ミズーリ川とホワイトアース川以東 1834年-1836年）                                                                      |
| ノースダコタ 1889年州成立        | ベルモント (WI)                                                                                 | 1836 | ウィスコンシン準州の州都（ミズーリ川とホワイトアース川以東 1836年-1838年）                                                                |
| ノースダコタ 1889年州成立        | バーリントン (IA)                                                                               | 1837 | ウィスコンシン準州の州都（ミズーリ川とホワイトアース川以東 1836年-1838年）                                                                |
| ノースダコタ 1889年州成立        | バーリントン (IA)                                                                               | 1838 | アイオワ準州の州都（ミズーリ川とホワイトアース川以東 1838年-1846年）                                                                      |
| ノースダコタ 1889年州成立        | アイオワシティ (IA)                                                                             | 1841 | アイオワ準州の州都 |
| ノースダコタ 1889年州成立        | セントポール (MN)                                                                               | 1849 | ミネソタ準州の州都（ミズーリ川とホワイトアース川以東 1849年-1858年）                                                                      |
| ノースダコタ 1889年州成立        | オマハ (NE)                                                                                     | 1854 | ネブラスカ準州の州都（ミズーリ川とホワイトアース川以西 1854年-1861年）                                                                    |
| ノースダコタ 1889年州成立        | ヤンクトン (SD)                                                                                 | 1861 | ダコタ準州の州都 |
| ノースダコタ 1889年州成立        | ビスマーク                                                                                      | 1883 | ダコタ準州の州都 |
| ノースダコタ 1889年州成立        | ビスマーク                                                                                      | 1889 | ノースダコタ州の州都 |
| オハイオ 1803年州成立            | マリエッタ                                                                                      | 1788 | 北西部領土の首都 |
| オハイオ 1803年州成立            | チリコシー                                                                                      | 1800 | 北西部領土の首都 |
| オハイオ 1803年州成立            | チリコシー                                                                                      | 1803 | オハイオ州の州都 |
| オハイオ 1803年州成立            | ゼインズビル                                                                                    | 1810 | オハイオ州の州都 |
| オハイオ 1803年州成立            | チリコシー                                                                                      | 1812 | オハイオ州の州都 |
| オハイオ 1803年州成立            | コロンバス                                                                                      | 1816 | オハイオ州の州都 |
| オクラホマ 1907年州成立          | セイントルイス サンルイス セントルイス (MO)                                                     | 1765 | スペイン領アルタ・ルイジアナ地区の首都（大部分はフランス支配）                                                                            |
| オクラホマ 1907年州成立          | セイントルイス サンルイス セントルイス (MO)                                                     | 1800 | フランス領ルイジアナの首都 |
| オクラホマ 1907年州成立          | セイントルイス サンルイス セントルイス (MO)                                                     | 1804 | ルイジアナ地区の首都（インディアナ準州の管轄下）                                                                                          |
| オクラホマ 1907年州成立          | セイントルイス サンルイス セントルイス (MO)                                                     | 1805 | ルイジアナ準州の州都 |
| オクラホマ 1907年州成立          | セイントルイス サンルイス セントルイス (MO)                                                     | 1812 | ミズーリ準州の州都 |
| オクラホマ 1907年州成立          | アーカンソーポスト (AR)                                                                         | 1819 | アーカンソー準州の州都 （北緯 36°30'以南 1819年-1824年 オクラホマ南東部 1824年-1828年）                                                   |
| オクラホマ 1907年州成立          | リトルロック (AR)                                                                               | 1821 | アーカンソー準州の州都 （北緯 36°30'以南 1819年-1824年 オクラホマ南東部 1824年-1828年）                                                   |
| オクラホマ 1907年州成立          | ターレクァ                                                                                      | 1838 | チェロキー族国家の首都 |
| オクラホマ 1907年州成立          | タスカホマ                                                                                      | 1838 | チャクトー族国家の首都 |
| オクラホマ 1907年州成立          | ティショミンゴ                                                                                  | 1855 | チカソー族国家の首都 |
| オクラホマ 1907年州成立          | ウェウォカ                                                                                      | 1866 | セミノール族国家の首都 |
| オクラホマ 1907年州成立          | オクマルギー                                                                                    | 1867 | クリーク族国家の首都 |
| オクラホマ 1907年州成立          | ポーハスカ                                                                                      | ?    | オセージ族国家の首都 |
| オクラホマ 1907年州成立          | ガスリー                                                                                        | 1889 | オクラホマ準州の州都 |
| オクラホマ 1907年州成立          | ガスリー                                                                                        | 1907 | オクラホマ州の州都 |
| オクラホマ 1907年州成立          | オクラホマシティ                                                                                | 1910 | オクラホマ州の州都 |
| オレゴン 1859年州成立            | シャンポーグ                                                                                    | 1841 | オレゴン・カントリーの事実上の首都 |
| オレゴン 1859年州成立            | オレゴンシティ                                                                                  | 1843 | オレゴン・カントリーにおけるオレゴン暫定政府の首都                                                                                        |
| オレゴン 1859年州成立            | オレゴンシティ                                                                                  | 1848 | オレゴン準州の州都 |
| オレゴン 1859年州成立            | セイラム                                                                                        | 1851 | オレゴン準州の州都 |
| オレゴン 1859年州成立            | コーバリス                                                                                      | 1855 | オレゴン準州の州都 |
| オレゴン 1859年州成立            | セイラム                                                                                        | 1855 | オレゴン準州の州都 |
| オレゴン 1859年州成立            | セイラム                                                                                        | 1859 | オレゴン州の州都 |
| ペンシルベニア 1776年州成立      | フィラデルフィア                                                                                | 1682 | イングランド領主領ペンシルベニア植民地の首都                                                                                              |
| ペンシルベニア 1776年州成立      | フィラデルフィア                                                                                | 1707 | イギリス領主領ペンシルベニア植民地の首都                                                                                                  |
| ペンシルベニア 1776年州成立      | フィラデルフィア                                                                                | 1776 | ペンシルベニア州の州都 （アメリカ合衆国の首都 1776年、1777年、1778年-1783年、1790年-1800年）                                              |
| ペンシルベニア 1776年州成立      | ランカスター                                                                                    | 1799 | ペンシルベニア州の州都 （アメリカ合衆国の首都 1777年）                                                                                    |
| ペンシルベニア 1776年州成立      | ハリスバーグ                                                                                    | 1812 | ペンシルベニア州の州都 |
| ロード アイランド 1776年州成立   | プロビデンス                                                                                    | 1636 | イングランド領プロビデンス植民地の首都 1636年-1663年                                                                                      |
| ロード アイランド 1776年州成立   | ポーツマス                                                                                      | 1639 | イングランド領アクィドネック・アイランド植民地の首都 1639年-1644年                                                                        |
| ロード アイランド 1776年州成立   | ポーツマス                                                                                      | 1644 | イングランド領ロードアイランド植民地の首都 1644年-1663年                                                                                  |
| ロード アイランド 1776年州成立   | プロビデンス                                                                                    | 1663 | イングランド領ロードアイランドおよびプロビデンス・プランテーション植民地の首都                                                            |
| ロード アイランド 1776年州成立   | ボストン (MA)                                                                                   | 1686 | イングランド領ニューイングランド王領の首都                                                                                                |
| ロード アイランド 1776年州成立   | プロビデンス                                                                                    | 1689 | イングランド領ロードアイランドおよびプロビデンス・プランテーション植民地の首都                                                            |
| ロード アイランド 1776年州成立   | プロビデンス                                                                                    | 1707 | イギリス領ロードアイランドおよびプロビデンス・プランテーション植民地の首都                                                                |
| ロード アイランド 1776年州成立   | 5州都制 プロビデンス ニューポート イーストグリニッジ サウスキングスタウン ブリストル            | 1776 | 1776年から1853年までロードアイランド州議会は州内5郡の郡庁所在地を巡回                                                                     |
| ロード アイランド 1776年州成立   | 並列州都 プロビデンス ニューポート                                                              | 1854 | 1854年から1899年までロードアイランド州議会は交互に会期を開いた                                                                            |
| ロード アイランド 1776年州成立   | プロビデンス                                                                                    | 1900 | ロードアイランド州の州都 |
| サウス カロライナ 1776年州成立   | セントオーガスティン (FL)                                                                       | 1565 | スペイン領ラ・フロリダの首都 |
| サウス カロライナ 1776年州成立   | チャールズタウン                                                                                | 1670 | イングランド領カロライナ植民地の首都 |
| サウス カロライナ 1776年州成立   | チャールズタウン                                                                                | 1707 | イギリス領カロライナ植民地の首都 |
| サウス カロライナ 1776年州成立   | チャールズタウン                                                                                | 1712 | イギリス領サウスカロライナ植民地の首都 |
| サウス カロライナ 1776年州成立   | チャールズタウン                                                                                | 1776 | サウスカロライナ州の州都 |
| サウス カロライナ 1776年州成立   | コロンビア                                                                                      | 1786 | サウスカロライナ州の州都 |
| サウスダコタ 1889年州成立        | セイントルイス サンルイス セントルイス (MO)                                                     | 1765 | スペイン領アルタ・ルイジアナ地区の首都（大部分はフランス支配）                                                                            |
| サウスダコタ 1889年州成立        | セイントルイス サンルイス セントルイス (MO)                                                     | 1800 | フランス領ルイジアナの首都 |
| サウスダコタ 1889年州成立        | セイントルイス サンルイス セントルイス (MO)                                                     | 1804 | ルイジアナ地区の首都（インディアナ準州の管轄下)                                                                                           |
| サウスダコタ 1889年州成立        | セイントルイス サンルイス セントルイス (MO)                                                     | 1805 | ルイジアナ準州の州都 |
| サウスダコタ 1889年州成立        | セイントルイス サンルイス セントルイス (MO)                                                     | 1812 | ミズーリ準州の州都（1812年-1821年） |
| サウスダコタ 1889年州成立        | デトロイト (MI)                                                                                 | 1834 | ミシガン準州の州都（ミズーリ川以東 1834年-1836年）                                                                                        |
| サウスダコタ 1889年州成立        | ベルモント (WI)                                                                                 | 1836 | ウィスコンシン準州の州都（ミズーリ川以東 1836年-1838年）                                                                                  |
| サウスダコタ 1889年州成立        | バーリントン (IA)                                                                               | 1837 | ウィスコンシン準州の州都（ミズーリ川以東 1836年-1838年）                                                                                  |
| サウスダコタ 1889年州成立        | バーリントン (IA)                                                                               | 1838 | アイオワ準州の州都（ミズーリ川以東 1838年-1846年）                                                                                        |
| サウスダコタ 1889年州成立        | アイオワシティ (IA)                                                                             | 1841 | アイオワ準州の州都 |
| サウスダコタ 1889年州成立        | セントポール (MN)                                                                               | 1849 | ミネソタ準州の州都（ミズーリ川以東 1849年-1858年）                                                                                        |
| サウスダコタ 1889年州成立        | オマハ (NE)                                                                                     | 1854 | ネブラスカ準州の州都（ミズーリ川以西 1854年-1861年）                                                                                      |
| サウスダコタ 1889年州成立        | ヤンクトン                                                                                      | 1861 | ダコタ準州の州都 |
| サウスダコタ 1889年州成立        | ビスマーク (ND)                                                                                 | 1883 | ダコタ準州の州都 |
| サウスダコタ 1889年州成立        | ピア                                                                                            | 1889 | サウスダコタ州の州都 |
| テネシー 1796年州成立            | ニューバーン                                                                                    | 1712 | イギリス領ノースカロライナ植民地の首都 |
| テネシー 1796年州成立            | ニューバーン                                                                                    | 1776 | ノースカロライナ州の州都 |
| テネシー 1796年州成立            | ロッキーマウント                                                                                | 1790 | 南西部領土の首都 |
| テネシー 1796年州成立            | ホワイツフォート ノックスビル                                                                   | 1791 | 南西部領土の首都 |
| テネシー 1796年州成立            | ホワイツフォート ノックスビル                                                                   | 1796 | テネシー州の州都 |
| テネシー 1796年州成立            | キングストン                                                                                    | 1807 | テネシー州の州都（チェロキー族との条約を果たすために1日のみの州都）                                                                       |
| テネシー 1796年州成立            | ノックスビル                                                                                    | 1807 | テネシー州の州都 |
| テネシー 1796年州成立            | ナッシュビル                                                                                    | 1812 | テネシー州の州都 |
| テネシー 1796年州成立            | ノックスビル                                                                                    | 1817 | テネシー州の州都 |
| テネシー 1796年州成立            | マーフリーズボロ                                                                                | 1818 | テネシー州の州都 |
| テネシー 1796年州成立            | ナッシュビル                                                                                    | 1826 | テネシー州の州都 |
| テキサス 1845年州成立            | ロスアダエス (LA)                                                                               | 1729 | スペイン領テハス植民地の首都 |
| テキサス 1845年州成立            | サンアントニオ・デ・ベハール                                                                    | 1772 | スペイン領テハス植民地の首都 |
| テキサス 1845年州成立            | サルティーヨ (メキシコ)                                                                         | 1824 | メキシコ領コアウイラ・イ・テハス州の州都                                                                                                  |
| テキサス 1845年州成立            | モンクロバ (メキシコ)                                                                           | 1833 | メキシコ領コアウイラ・イ・テハス州の州都                                                                                                  |
| テキサス 1845年州成立            | ワシントン                                                                                      | 1836 | テキサス共和国の首都 |
| テキサス 1845年州成立            | ガルベストン                                                                                    | 1836 | テキサス共和国の首都 |
| テキサス 1845年州成立            | ハリスバーグ                                                                                    | 1836 | テキサス共和国の首都 |
| テキサス 1845年州成立            | ヴェラスコ                                                                                      | 1836 | テキサス共和国の首都 |
| テキサス 1845年州成立            | コロンビア                                                                                      | 1836 | テキサス共和国の首都 |
| テキサス 1845年州成立            | ヒューストン                                                                                    | 1837 | テキサス共和国の首都 |
| テキサス 1845年州成立            | オースティン                                                                                    | 1839 | テキサス共和国の首都 |
| テキサス 1845年州成立            | オースティン                                                                                    | 1845 | テキサス州の州都 |
| ユタ 1896年州成立                | ソルトレークシティ                                                                              | 1849 | 超法規的デザレット州の州都 |
| ユタ 1896年州成立                | フィルモア                                                                                      | 1850 | ユタ準州の州都 |
| ユタ 1896年州成立                | ソルトレークシティ                                                                              | 1858 | ユタ準州の州都 |
| ユタ 1896年州成立                | ソルトレークシティ                                                                              | 1896 | ユタ州の州都 |
| バーモント 1791年州成立          | ウェストミンスター                                                                              | 1777 | ニューコネチカット共和国の首都 |
| バーモント 1791年州成立          | ウィンザー                                                                                      | 1777 | ニューコネチカット共和国の首都 |
| バーモント 1791年州成立          | ウィンザー                                                                                      | 1777 | バーモント共和国の首都 |
| バーモント 1791年州成立          | ウィンザー                                                                                      | 1791 | バーモント州の州都 |
| バーモント 1791年州成立          | モントピリア                                                                                    | 1805 | バーモント州の州都 |
| バージニア 1776年州成立          | ジェームズタウン                                                                                | 1619 | イングランド領バージニア植民地の首都 |
| バージニア 1776年州成立          | ミドル・プランテーション ウィリアムズバーグ                                                     | 1698 | イングランド領バージニア植民地の首都 |
| バージニア 1776年州成立          | ミドル・プランテーション ウィリアムズバーグ                                                     | 1707 | イギリス領バージニア植民地の首都 |
| バージニア 1776年州成立          | ミドル・プランテーション ウィリアムズバーグ                                                     | 1776 | バージニア州の州都 |
| バージニア 1776年州成立          | リッチモンド                                                                                    | 1780 | バージニア州の州都 （アメリカ連合国の首都 1861年-1865年） （北軍寄り政府がホイーリング 1861年-1863年） （アレクサンドリア 1863年-1865年） |
| ワシントン 1889年州成立          | オレゴンシティ                                                                                  | 1843 | オレゴン・カントリーにおけるオレゴン暫定政府の首都                                                                                        |
| ワシントン 1889年州成立          | オレゴンシティ                                                                                  | 1848 | オレゴン準州の州都 |
| ワシントン 1889年州成立          | セイラム (OR)                                                                                   | 1851 | オレゴン準州の州都 |
| ワシントン 1889年州成立          | オリンピア                                                                                      | 1853 | ワシントン準州の州都 |
| ワシントン 1889年州成立          | オリンピア                                                                                      | 1889 | ワシントン州の州都 |
| ウェスト バージニア 1863年州成立 | ジェームズタウン                                                                                | 1619 | イングランド領バージニア植民地の首都 |
| ウェスト バージニア 1863年州成立 | ミドル・プランテーション ウィリアムズバーグ (VA)                                                | 1698 | イングランド領バージニア植民地の首都 |
| ウェスト バージニア 1863年州成立 | ミドル・プランテーション ウィリアムズバーグ (VA)                                                | 1707 | イギリス領バージニア植民地の首都 |
| ウェスト バージニア 1863年州成立 | ミドル・プランテーション ウィリアムズバーグ (VA)                                                | 1776 | バージニア州の州都 |
| ウェスト バージニア 1863年州成立 | リッチモンド (VA)                                                                               | 1780 | バージニア州の州都 |
| ウェスト バージニア 1863年州成立 | ホイーリング                                                                                    | 1861 | 北軍寄りバージニア州政府の州都 |
| ウェスト バージニア 1863年州成立 | ホイーリング                                                                                    | 1863 | ウェストバージニア州の州都 |
| ウェスト バージニア 1863年州成立 | チャールストン                                                                                  | 1870 | ウェストバージニア州の州都 |
| ウェスト バージニア 1863年州成立 | ホィーリング                                                                                    | 1875 | ウェストバージニア州の州都 |
| ウェスト バージニア 1863年州成立 | チャールストン                                                                                  | 1885 | ウェストバージニア州の州都 |
| ウィスコンシン 1848年州成立      | マリエッタ (OH)                                                                                 | 1788 | 北西部領土の首都 |
| ウィスコンシン 1848年州成立      | ビンセンズ (IN)                                                                                 | 1800 | インディアナ準州の州都 |
| ウィスコンシン 1848年州成立      | カスカスキア                                                                                    | 1809 | イリノイ準州の州都 |
| ウィスコンシン 1848年州成立      | デトロイト (MI)                                                                                 | 1818 | ミシガン準州の州都 |
| ウィスコンシン 1848年州成立      | ベルモント                                                                                      | 1836 | ウィスコンシン準州の州都 |
| ウィスコンシン 1848年州成立      | バーリントン (IA)                                                                               | 1837 | ウィスコンシン準州の州都 |
| ウィスコンシン 1848年州成立      | マディソン                                                                                      | 1838 | ウィスコンシン準州の州都 |
| ウィスコンシン 1848年州成立      | マディソン                                                                                      | 1848 | ウィスコンシン州の州都 |
| ワイオミング 1890年州成立        | ルイストン (ID)                                                                                 | 1863 | アイダホ準州の州都 |
| ワイオミング 1890年州成立        | ヤンクトン (SD)                                                                                 | 1864 | ダコタ準州の州都 |
| ワイオミング 1890年州成立        | シャイアン                                                                                      | 1869 | ワイオミング準州の州都 |
| ワイオミング 1890年州成立        | シャイアン                                                                                      | 1890 | ワイオミング州の州都 |